# Dolomitas (sección alpina)
Los Dolomitas (en italiano, Dolomiti) son una sección del gran sector Alpes del sudeste, según la clasificación SOIUSA. Su pico más alto es la Marmolada, con 3.343 m. Se encuentran en las regiones italianas del Véneto y el Trentino-Alto Adigio. Como sección alpina, el término Dolomitas define esa parte de los Alpes que tiene límites geográficos bien precisos y continuidad territorial. 
Hay, no obstante, un concepto más amplio de Dolomitas (véase, Dolomitas), como el conjunto de grupos montañosos, caracterizados por una presencia predominante de roca dolomítica. Tales grupos se encuentran principalmente en el interior de la sección alpina definida como Dolomitas, pero también en otros grupos pertenecientes a otras secciones. Por otro lado los grupos montañosos, incluidos en la sección Dolomitas tienen poco o nata de naturaleza dolomítica.

## Clasificación

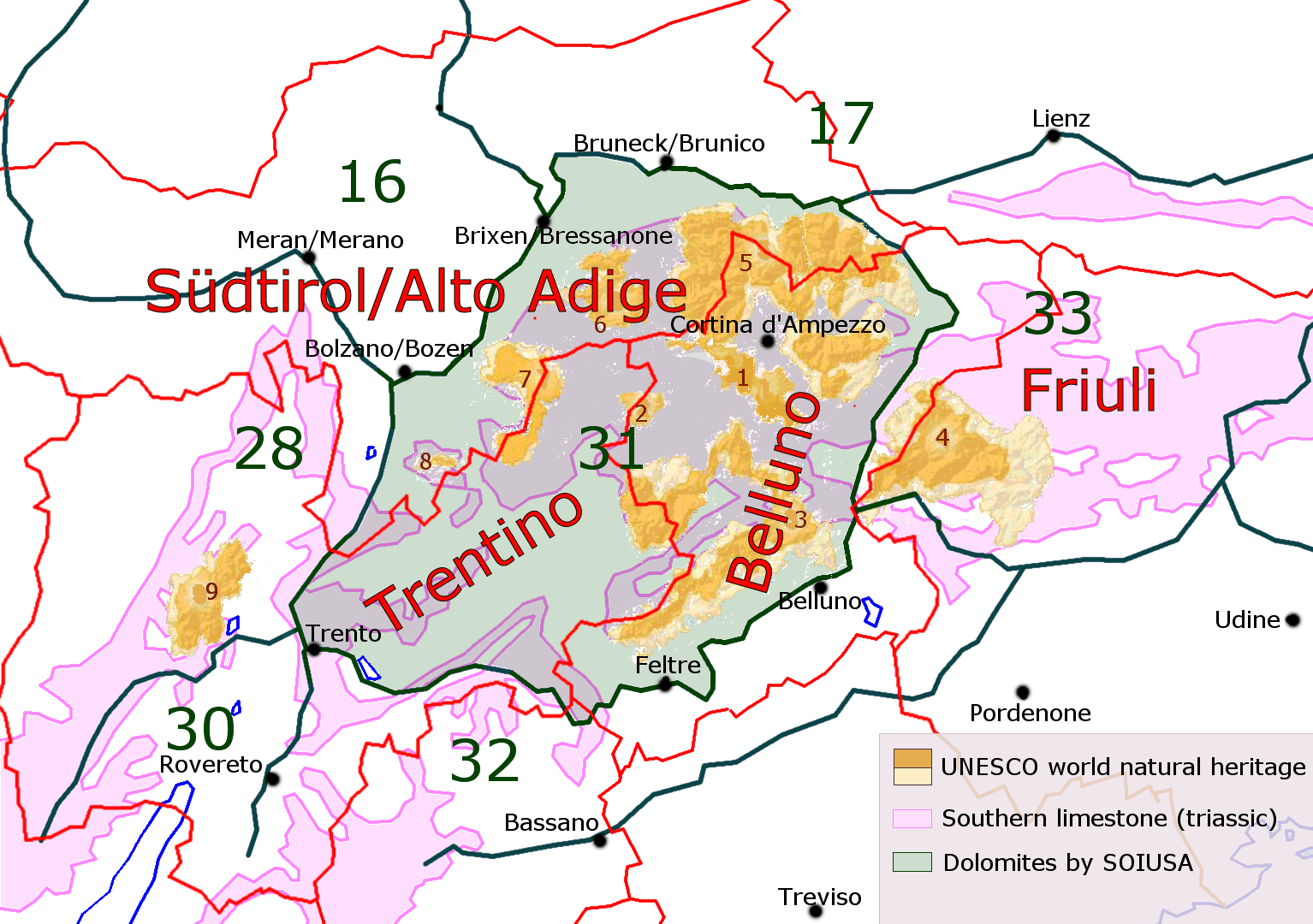
Delimitación de los Dolomitas según las diversas acepciones: en verde las definiciones de los Dolomitas según la SOIUSA; en rojo las zonas geográficas en la que está presente la roca dolomítica; en naranja los grupos definidos por la Unesco como Patrimonio de la Humanidad. Además se ponen de manifiesto los límites geográficos de las regiones y provincias afectadas.

Según la clasificación de la SOIUSA, los Dolomitas quedarían así:
- Gran parte = Alpes orientales
- Gran sector = Alpes del sudeste
- Sección = Dolomitas (sección alpina)
- Código = II/C-31

La Partición de los Alpes del año 1926 identificaba la sección n.º 18 denominada "Dolomitas" y subdividida en cuatro grupos:
- Alpes de Gardena y Fassa (18.a)
- Grupo de la Marmolada (18.b)
- Alpes de Ampezzo y Cadore (18.c)
- Alpes de la Valsugana y de Primiero (18.d).

Los límites geográficos de esta definición eran los mismos que la actual definición de la SOIUSA.
El AVE define el grupo 52 de 75 en los Alpes orientales llamado Dolomitas. Tal grupo, respecto a las definiciones de la SOIUSA, excluye los Dolomitas de Fiemme e incluye aquí parte de los Prealpes vicentinos y de los Prealpes de Belluno.
La SOIUSA define la sección n.º 31 llamada Dolomitas. Tiene los mismos límites geográficos de la Partición de los Alpes. Este artículo, cuando no se especifique de otra forma, sigue la definición de la SOIUSA.

## Delimitación
Los Dolomitas limitan:
- al norte con los Alpes del Tauern occidentales y separadas por la Sella di Dobbiaco;
- al este con los Alpes Cárnicos y del Gail y separadas por el paso de Monte Croce Comelico;
- al sudeste y sur con los Prealpes vénetos y separados por la Sella di Arten y la Sella di Pergine;
- al oeste con los Alpes Réticos meridionales y separado por el río Adigio;
- al noroeste con los Alpes Réticos orientales y separada por el río Isarco.

Girando en el sentido de las agujas del reloj, los límites geográficos son: Sella di Dobbiaco, Valle di Sesto, paso de Monte Croce Comelico, Val Padola, río Piave, Feltre, Sella di Arten, torrente Cismon, Val Sugana, Sella di Pergine, Trento, río Adigio, río Isarco, Val Pusteria, Sella di Dobbiaco.

## Subdivisión

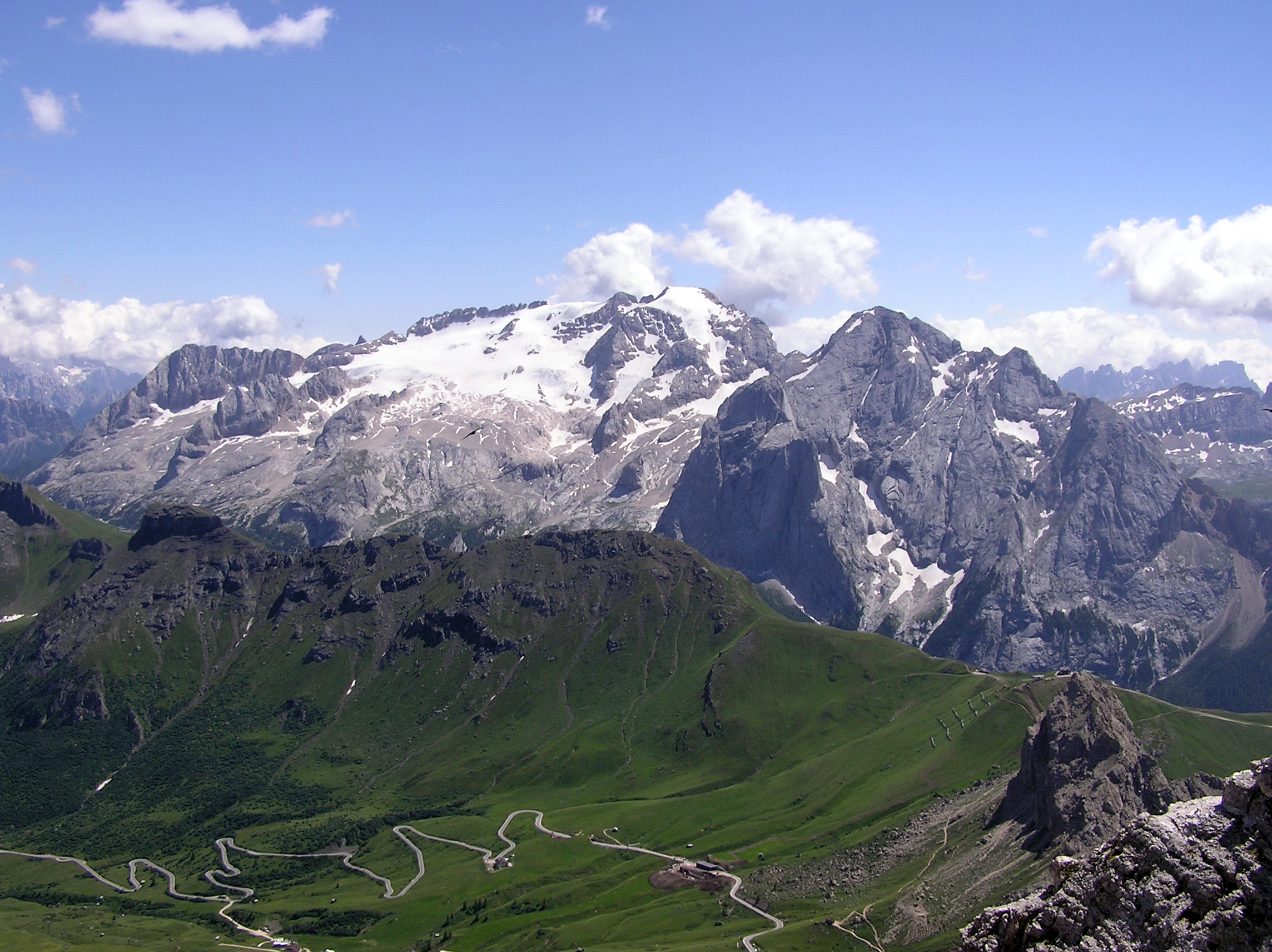
La Marmolada, cima más alta de los Dolomitas.

Según las indicaciones de la SOIUSA los Dolomitas se subdividen en cinco subsecciones y 13 supergrupos:
- Dolomitas de Sesto, de Braies y de Ampezzo
  - Dolomitas de Sesto
  - Dolomitas de Braies
  - Dolomitas orientales de Badia
  - Dolomitas de Ampezzo
  - Dolomitas Cadorine
- Dolomitas de Zoldo
  - Dolomitas septentrionales de Zoldo
  - Dolomitas meridionales de Zoldo
- Dolomitas de Gardena y de Fassa
  - Dolomitas de Gardena
  - Dolomitas de Fassa
- Dolomitas de Feltre y de Pale di San Martino
  - Grupo Pale di San Martino-Feruc
  - Alpes Feltrine
- Dolomitas de Fiemme
  - Montes de Val d'Ega
  - Cadena del Lagorai y Cima d'Asta

## Cimas
Las principales cimas de los Dolomitas que superan los tres mil metros son:
| Monte                  | Altura | subsección                                   | supergrupo                         | Provincia de pertenencia |
| ---------------------- | ------ | -------------------------------------------- | ---------------------------------- | ------------------------ |
| Marmolada              | 3.348  | Dolomitas de Gardena y de Fassa              | Dolomitas de Fassa                 | Belluno- Trento          |
| Antelao                | 3.264  | Dolomitas de Sesto, de Braies y de Ampezzo   | Dolomitas Cadorine                 | Belluno                  |
| Tofana di Mezzo        | 3.245  | Dolomitas de Sesto, de Braies y de Ampezzo   | Dolomitas de Ampezzo               | Belluno                  |
| Tofana di Dentro       | 3.238  | Dolomitas de Sesto, de Braies y de Ampezzo   | Dolomitas de Ampezzo               | Belluno                  |
| Tofana di Rozes        | 3.225  | Dolomitas de Sesto, de Braies y de Ampezzo   | Dolomitas de Ampezzo               | Belluno                  |
| Cristallo              | 3.221  | Dolomitas de Sesto, de Braies y de Ampezzo   | Dolomitas de Ampezzo               | Belluno                  |
| Monte Civetta          | 3.220  | Dolomitas de Zoldo                           | Dolomitas septentrionales de Zoldo | Belluno                  |
| Punta Sorapiss         | 3.201  | Dolomitas de Sesto, de Braies y de Ampezzo   | Dolomitas de Ampezzo               | Belluno                  |
| Vezzana                | 3.192  | Dolomitas de Feltre y de Pale di San Martino | Grupo Pale di San Martino-Feruc    | Belluno- Trento          |
| Cimon della Pala       | 3.184  | Dolomitas de Feltre y de Pale di San Martino | Grupo Pale di San Martino-Feruc    | Belluno- Trento          |
| Sassolungo             | 3.181  | Dolomitas de Gardena y de Fassa              | Dolomitas de Gardena               | Bolzano                  |
| Pelmo                  | 3.169  | Dolomitas de Zoldo                           | Dolomitas septentrionales de Zoldo | Belluno                  |
| Punta dei Tre Scarperi | 3.152  | Dolomitas de Sesto, de Braies y de Ampezzo   | Dolomitas de Sesto                 | Bolzano                  |
| Piz Pòpena             | 3.152  | Dolomitas de Sesto, de Braies y de Ampezzo   | Dolomitas de Ampezzo               | Belluno                  |
| Piz Boè                | 3.152  | Dolomitas de Gardena y de Fassa              | Dolomitas de Gardena               | Belluno- Trento- Bolzano |
| Croda Rossa d'Ampezzo  | 3.146  | Dolomitas de Sesto, de Braies y de Ampezzo   | Dolomitas de Braies                | Belluno- Bolzano         |
| Cima dei Bureloni      | 3.130  | Dolomitas de Feltre y de Pale di San Martino | Grupo Pale di San Martino-Feruc    | Belluno- Trento          |
| Punta Grohmann         | 3.126  | Dolomitas de Gardena y de Fassa              | Dolomitas de Gardena               | Bolzano - Trento         |
| Croda dei Toni         | 3.094  | Dolomitas de Sesto, de Braies y de Ampezzo   | Dolomitas de Sesto                 | Belluno- Bolzano         |
| Cima Undici            | 3.092  | Dolomitas de Sesto, de Braies y de Ampezzo   | Dolomitas de Sesto                 | Belluno- Bolzano         |
| Cima Cunturines        | 3.064  | Dolomitas de Sesto, de Braies y de Ampezzo   | Dolomitas orientales de Badia      | Bolzano                  |
| Cima del Focobon       | 3.054  | Dolomitas de Feltre y de Pale di San Martino | Grupo Pale di San Martino-Feruc    | Belluno                  |
| Monte Popera           | 3.046  | Dolomitas de Sesto, de Braies y de Ampezzo   | Dolomitas de Sesto                 | Belluno- Bolzano         |
| Sass Rigais            | 3.025  | Dolomitas de Gardena y de Fassa              | Dolomitas de Gardena               | Bolzano                  |
| Furchetta              | 3.025  | Dolomitas de Gardena y de Fassa              | Dolomitas de Gardena               | Bolzano                  |
| Catinaccio d'Antermoia | 3.004  | Dolomitas de Gardena y de Fassa              | Dolomitas de Fassa                 | Bolzano - Trento         |
| Cima di Campido        | 3.001  | Dolomitas de Feltre y de Pale di San Martino | Grupo Pale di San Martino-Feruc    | Belluno                  |